# Quadrastichus flavus
Quadrastichus flavus är en stekelart som först beskrevs av Howard 1897.  Quadrastichus flavus ingår i släktet Quadrastichus och familjen finglanssteklar. Inga underarter finns listade i Catalogue of Life.